# Steenvoetsluis
De Steenvoetsluis (brug 291) is een vaste brug in Amsterdam-Centrum.
Ze vormt de verbinding tussen de Nieuwe Uilenburgerstraat en de Uilenburgersteeg. Ze overspant daarbij de Houtkopersburgwal. De brug ligt dan wel in hartje Amsterdam, er zijn relatief weinig gemeentelijke en rijksmonumenten te vinden rondom de brug. Dat wordt veroorzaakt door een grootste sloopactie eind jaren zestig van de 20e eeuw aan de zuidkant van de brug. De gemeente wilde op de plaats van de Jodenbreestraat een snelweg richting Prins Hendrikkade en daarvoor werd die verbreed en de tussenliggende straat Joden Houttuinen verdween in haar geheel. De rooilijn van de Jodenbreestraat schoof richting noord op en er kwam op die plaats het Maupoleum (opening 1971) dat nauwelijks vijfentwintig jaar zou staan en toen alweer vervangen werd door nieuwbouw. De Uilenburgersteeg liep onder het Maupoleum door, maar kwam na de sloop daarvan weer vrij te liggen. Het voormalige eiland Uilenburg heeft trouwens slechts drie oeververbindingen, de Steenvoetsluis, de Keizersbrug en de Peperbrug.  
Er ligt hier al eeuwen een brug. Balthasar Florisz. van Berckenrode tekende op zijn kaart van 1625 hier al een vaste brug in. Een brug op houten jukken met vijf doorvaarten. Ze overspande de "Houtcoopers Burchwal" en leidde van "Uilenburch" naar de "Uilenburch Steech". Pieter Bast had op zijn plattegrond van 1599 ook een brug ingetekend, maar grote delen van Uilenburg waren toen nog onbebouwd. De moderne geschiedenis van brug begint in 1728. Deze jaarsteen is ten minste te zien op een tekening van Nicolaas Martinus Wijdoogen (rond 1845) en ook op een tekening van Eduard Alexander Hilverdink (rond 1870). De brug zou toen eerst vervangen zijn door een houten brug op stenen voet (Steenvoetbrug) en weer later naar een stenen welfbrug, Steenvoetsluis. De tekening van Gerrit de Broen uit 1737 bevestigt dat de brug gewijzigd is ten opzichte van de situatie van Van Berckenrode. Deze welfbrug verdween rond 1877 toen er een nieuwe brug werd geplaatst naar een ontwerp van de Dienst der Publieke Werken, waar toen Bastiaan de Greef en Willem Springer de dienst uitmaakten, zonder dat de brug aan hun toegeschreven kan worden (de dienst werkte als collectief). De welfbrug werd vervangen door een ijzeren liggerbrug. Deze brug is vastgelegd op een foto van rond 1900. De brug is eind jaren zestig, begin jaren zeventig van de 20e eeuw even weg. De gracht werd gedempt in verband met de bouw van het Maupoleum (Burgemeester Tellegenhuis), maar in 1977 werd besloten de gracht weer uit te graven, waarbij er weer tevens een brug werd neergelegd. De brug kwam opnieuw uit de koker van de Publieke Werken, waar toen Dirk Sterenberg werkzaam was. Zijn hand is terug te vinden in de afgeronde betonnen overspanning tussen de bakstenen pylonen. De balustrades op de brug bestaat uit bakstenen gewelven met daarover een ijzeren/stalen leuning, iets wat terug te vinden is in Sterenbergs veel grotere Keizersbrug. Een andere overeenkomst is dat de namen van beide bruggen uitgehakt zijn uit een natuurstenen deksteen in plaats van uitgefreesd uit metaal.

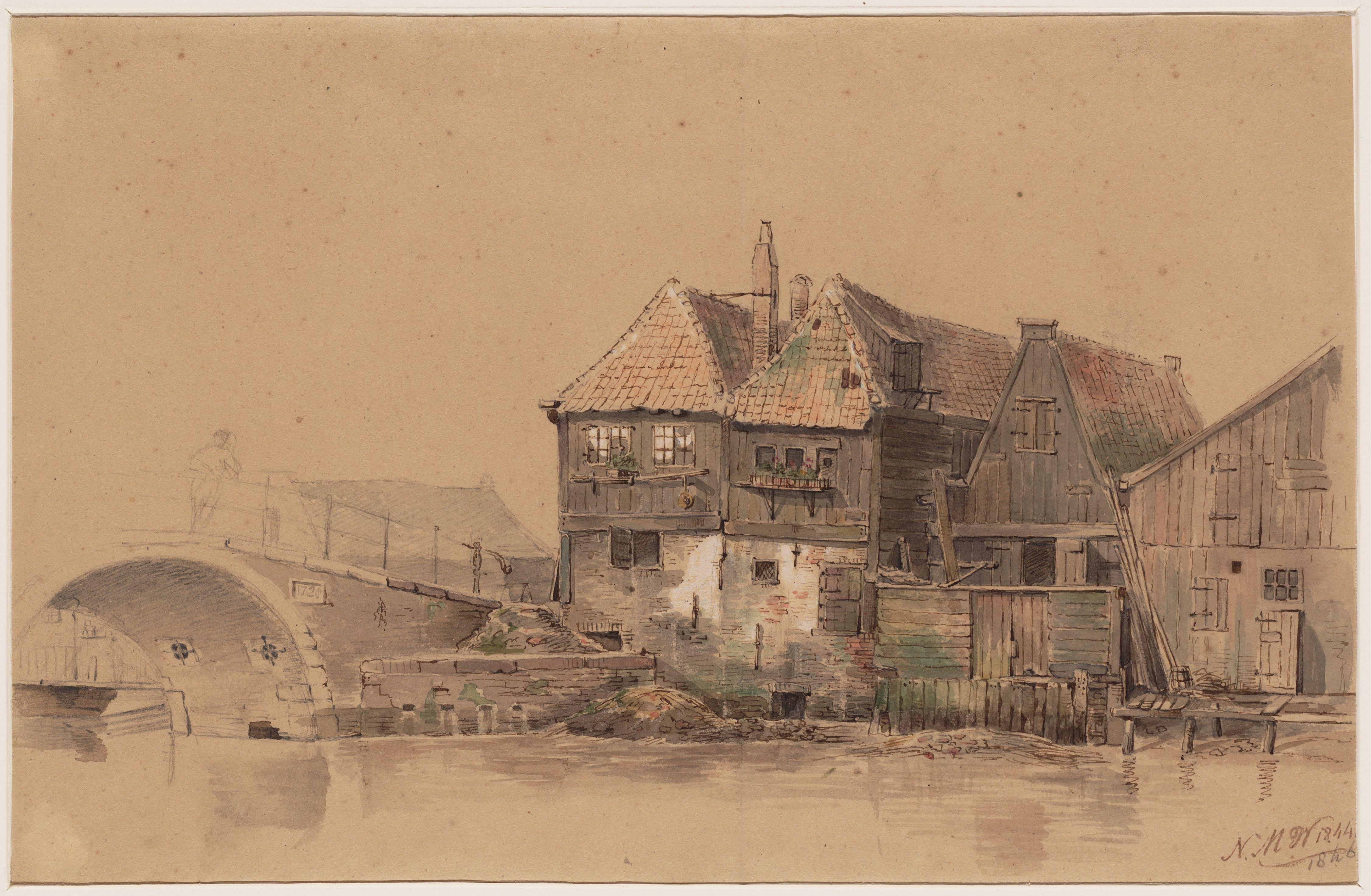
De welfbrug volgens N.M. Wijdoogen met datumsteen rechts van de boog (circa 1845)
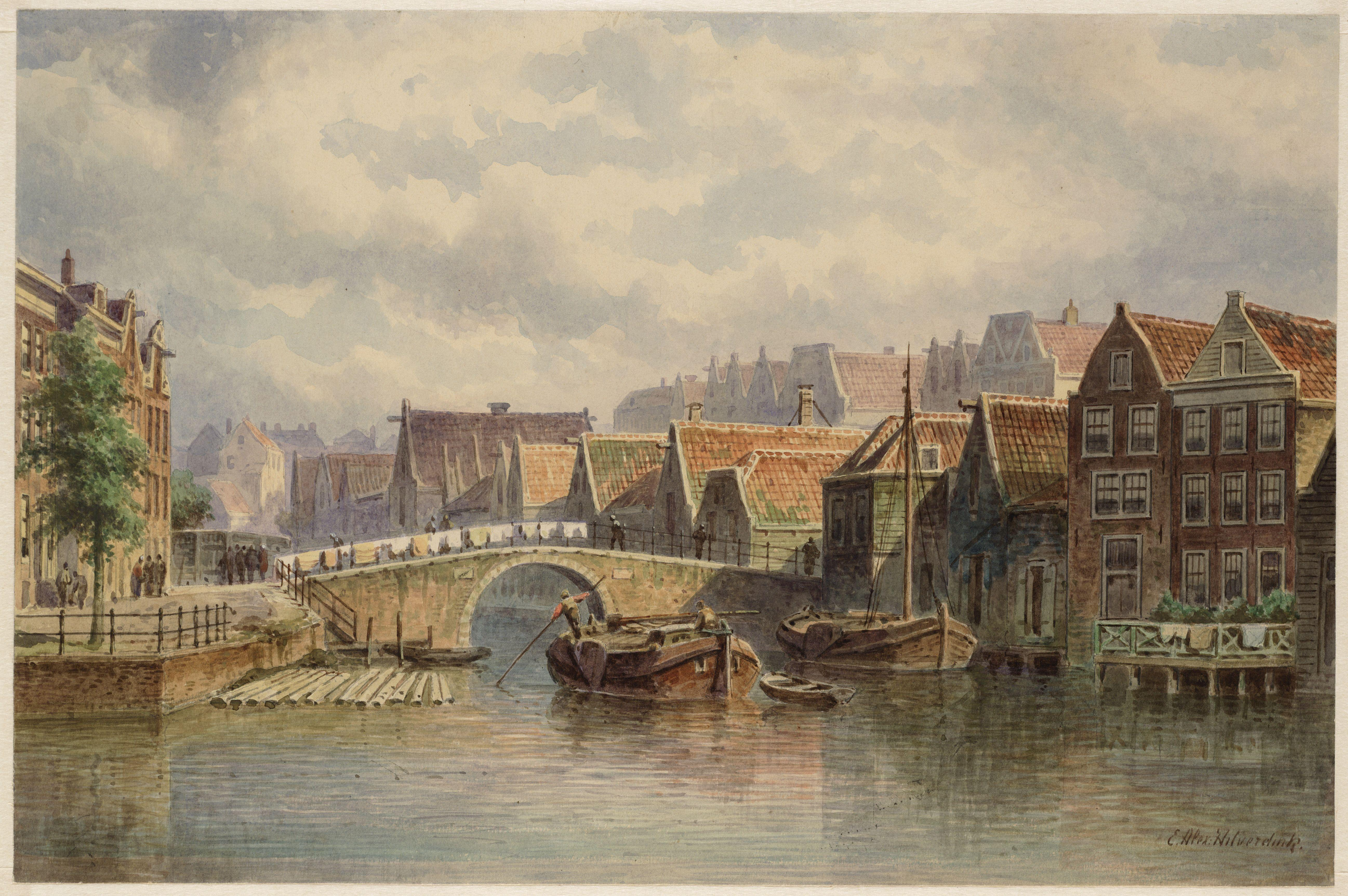
De welfbrug volgens E.A. Hilverdink, ook met datumstenen (circa 1870)
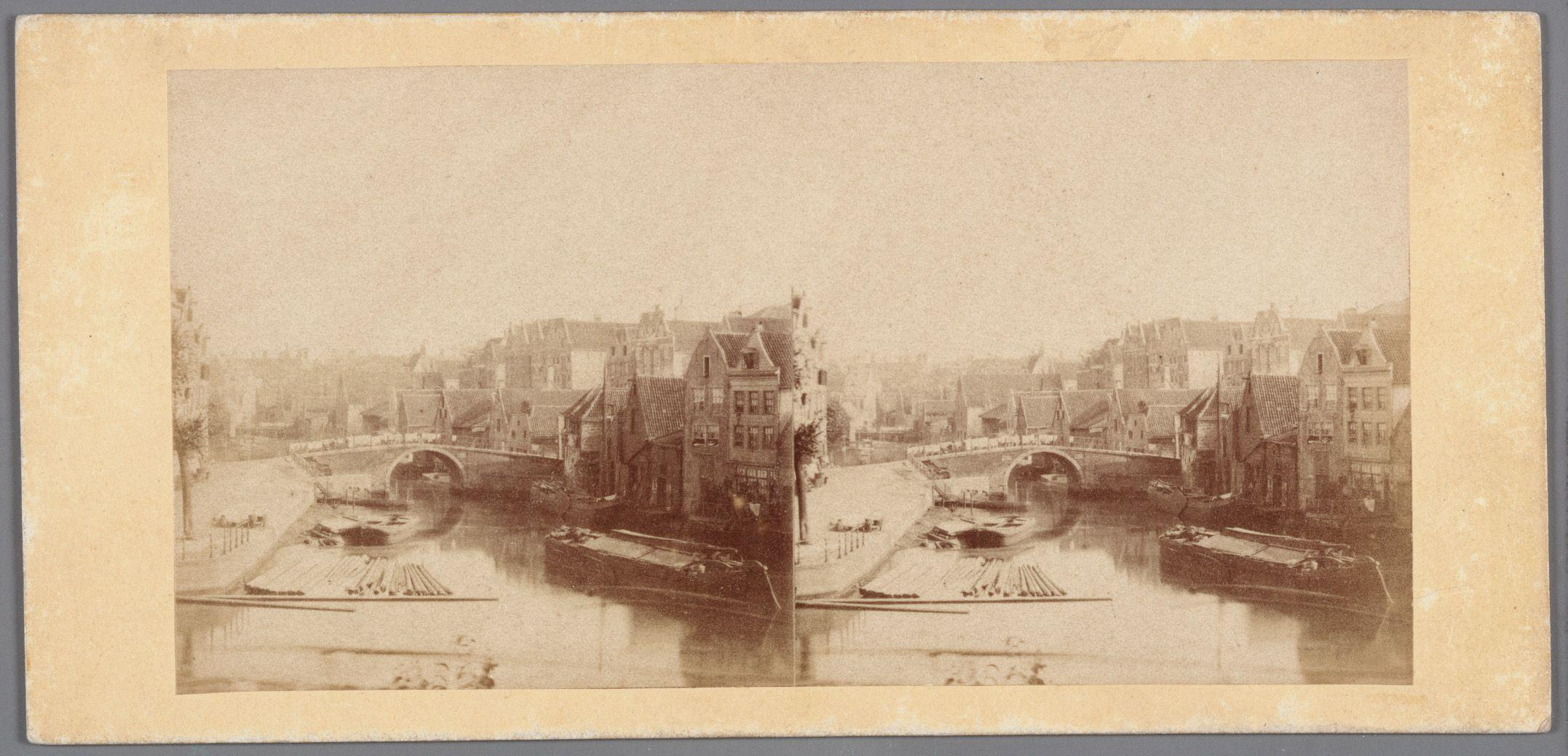
De welfbrug door Andries Jager (1859)
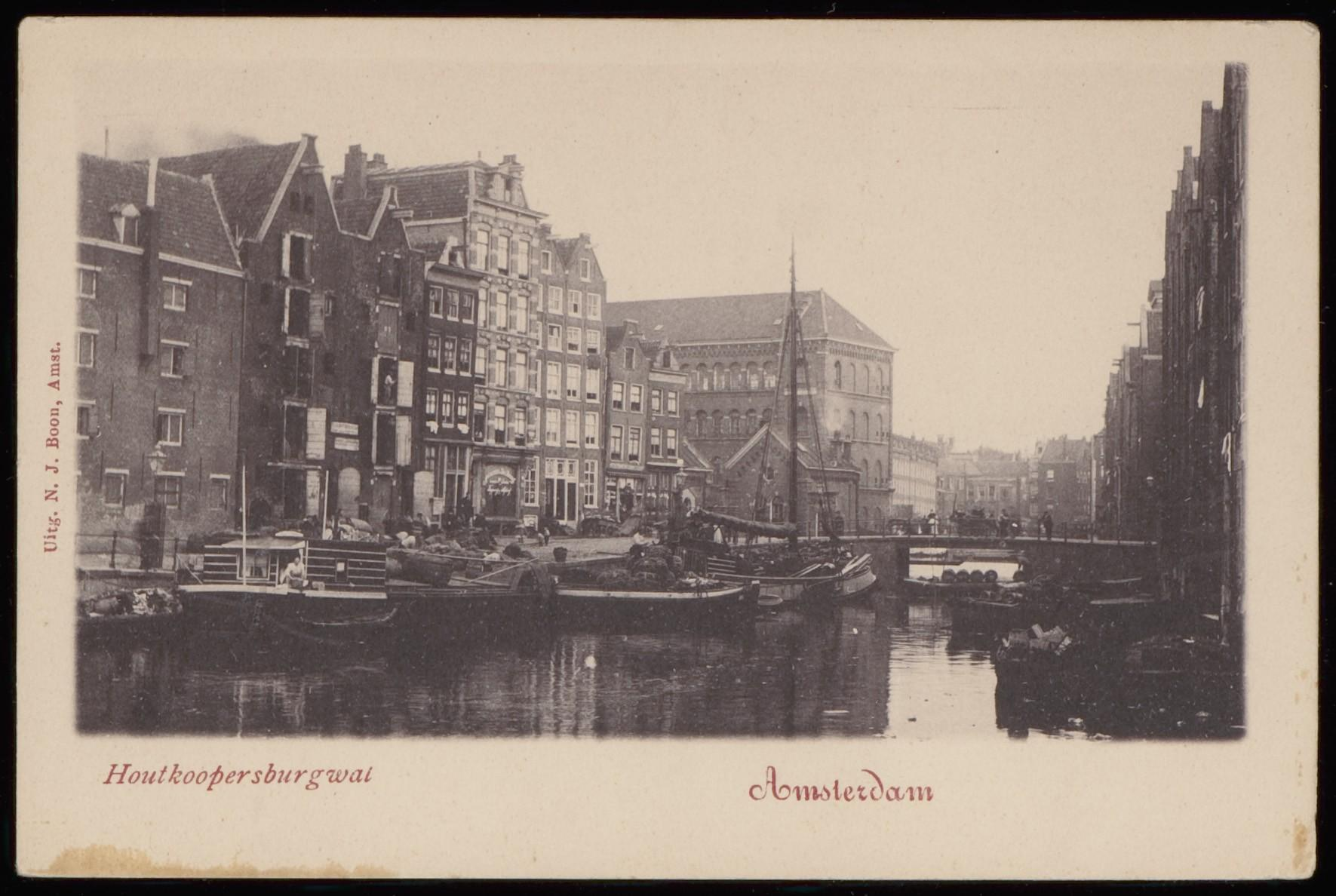
Foto (circa 1900)
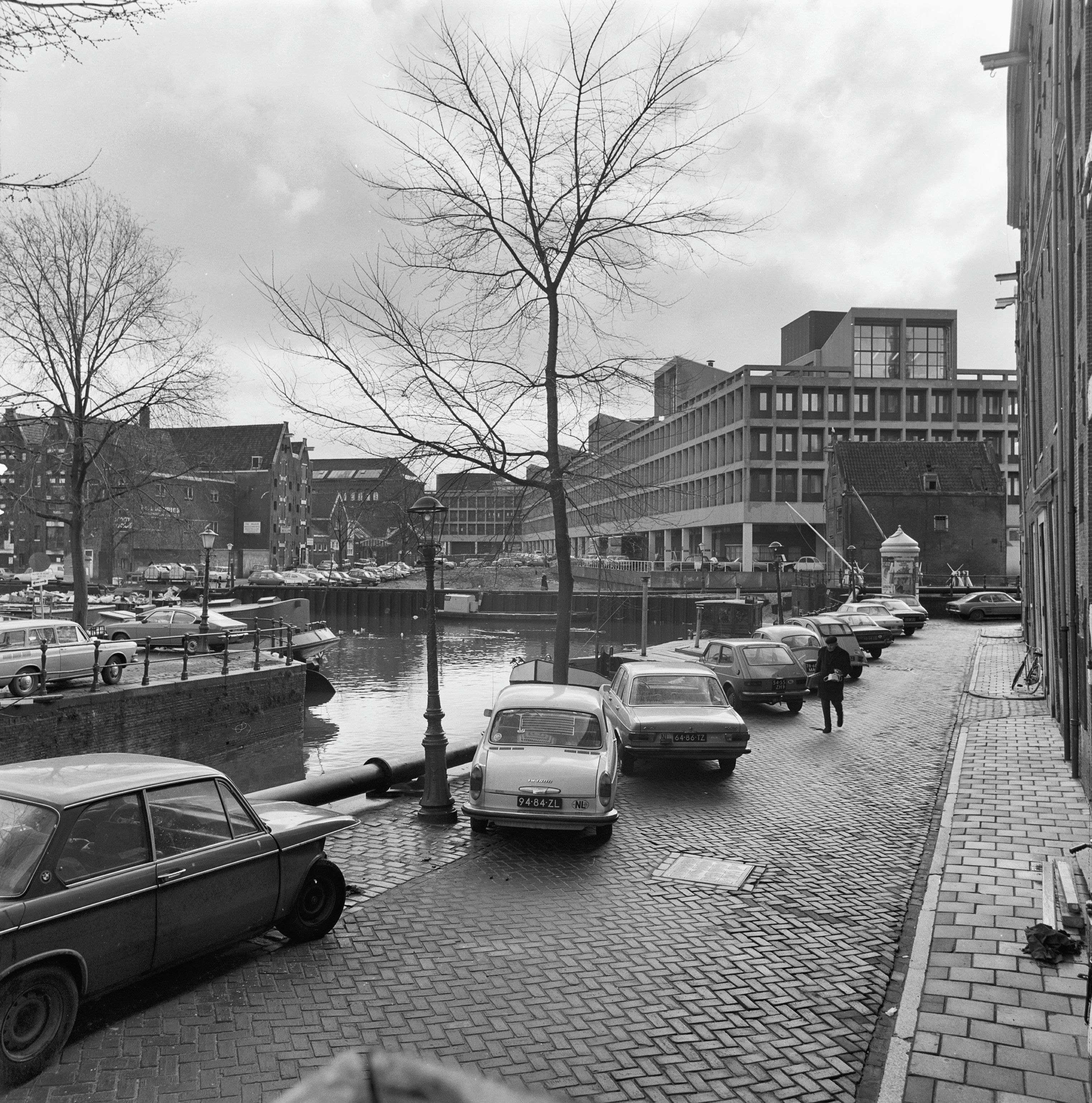
Een gedempte Houtkopersburgwal zonder brug (1976)
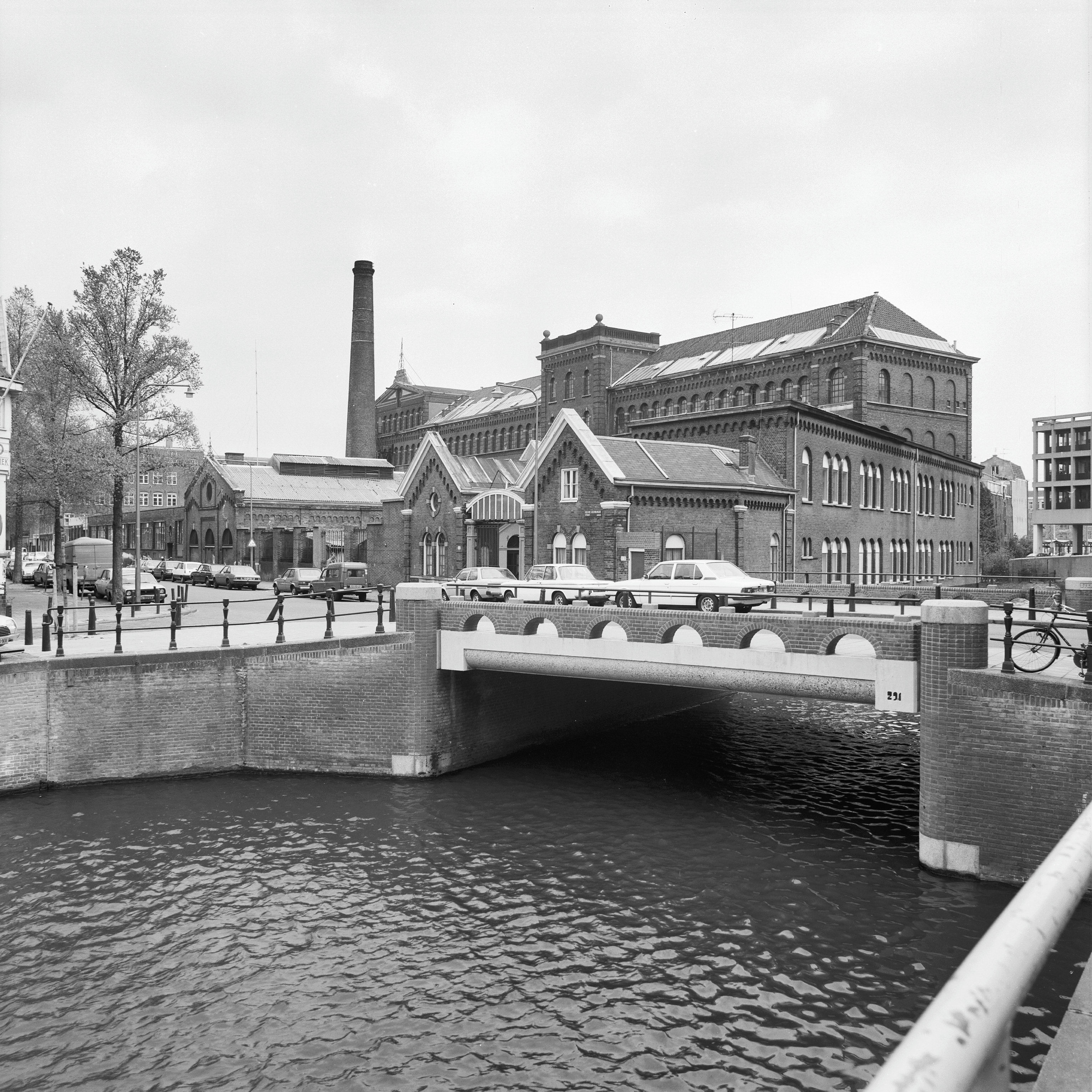
Een vrijwel nieuwe brug 291 (1981)
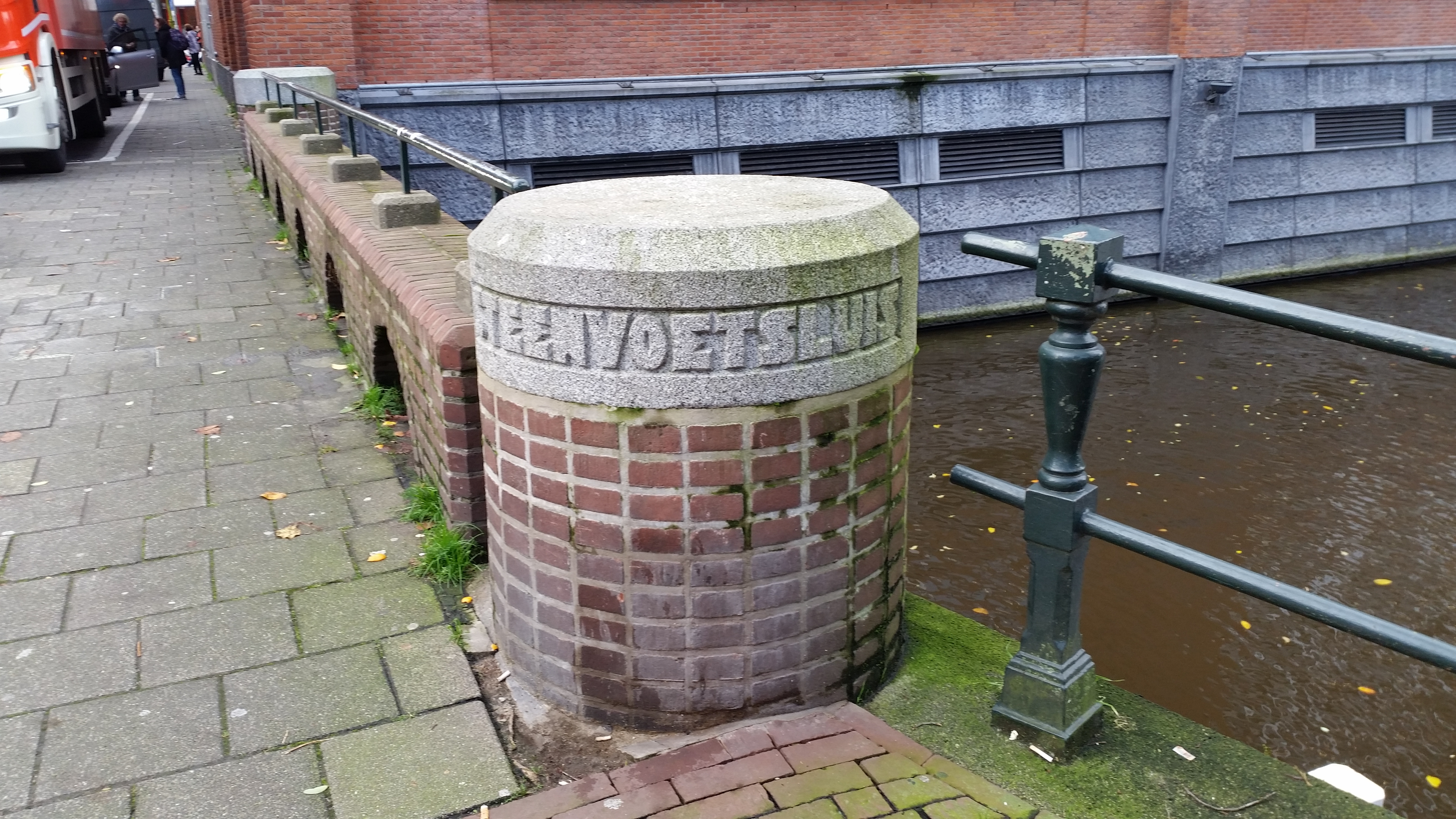
Naam in graniet (november 2019)

<<< · 200 · 201 · 202 · 203 · 204 · 205 · 206 · 207 · 208 · 209 ·  210 · 211 · 212 · 213 · 214 · 215 · 216 · 217 · 218 · 220 · 221 · 222 · 223 · 224 · 225 · 226 · 227 · 228 · 228P · 229 · 230 · 231 · 232 · 233 · 234 · 235 · 236 · 237 · 238 · 239 ·  240 · 241 · 242 · 243 · 244 · 245 · 246 · 247 · 248 · 249 ·  250 · 251 · 252 · 253 · 254 · 255 · 256 · 257 · 258 · 259 · 260 · 261 · 262 · 263 · 264 · 265 · 266 · 267 · 270 · 271 · 272 · 273 · 274 · 275 · 277 · 278 · 279 · 280 · 281 · 283 · 285 · 286 · 287 · 288 · 289 · 290 · 291 · 292 · 293 · 295 · 296 · 297 · 298 · 299 · >>>
Brugnummers 219, 268, 269, 276, 282, 284, 294 zijn niet (meer) in omloop.